# Demény János
Demény János (Budapest, 1915. szeptember 23. – Budapest, 1993. március 31.) magyar író, könyvtáros, zenei író, zenetörténész. A zenetudományok kandidátusa (1968), Erkel Ferenc-díj (1974). Elismert Bartók-specialista volt.

## Életpályája
Kezdetben jogi tanulmányokat folytatott a budapesti Pázmány Péter Tudományegyetemen, ahol 1939-ben végzett. 1930–1938 között Wilheim Lajosnál tanult zongorázni a Fodor Zeneiskolában. Ezt követően a Liszt Ferenc Zeneművészeti Főiskolán zeneesztétikát és zenetörténetet tanult.
A második világháború után Kodály Zoltán javaslatára kezdett Bartók-kutatásba. Munkájának középpontjában Bartók Béla levelezésének elemzése állt. Több mint ezer Bartókhoz és Bartóktól származó levelet publikált. Bartók szülőföldjének helytörténetét is kutatta. Csáth Géza, Molnár Antal, Seprődi János és Veress Sándor munkásságáról is publikált írásokat. Főállásban a Posta- és Közlekedési Minisztériumban dolgozott szakkönyvtárosként, majd az ottani oktatási osztályon szaktanácsadóként.
Sírja a Farkasréti temetőben található (925-17. fülke).

## Művei
- Fehér Buda. Az evangéliumi magyarság mítosza (1939)
- Bartók (tanulmány, 1946)
- Bartók élete és művei (1948)
- Bartók Béla. Levelek, fényképek, kéziratok, kották (összegyűjtötte, 1948)
- Bartók Béla levelei (összegyűjtötte, sajtó alá rendezte, 1951)
- Bartók Béla levelei. Új dokumentumok. 1-4. (sajtó alá rendezte, 1955-1965
- Bartók Béla: Weg und Werk. Schriften und Briefe (Bonn-Budapest, 1957; 2. átdolgozott kiadás: 1972)
- Bartók Béla: Ausgewählte Briefe (szerkesztette, 1960)
- Bartók Béla, a zongoraművész (1968)
- Bartók Béla: Lettere scelte (szerkesztette, Milánó, 1969)
- Bartók Béla: Letters (szerkesztette, 1971)
- Csáth Géza: Éjszakai esztetizálás (esszék, szerkesztette, 1971)
- Bartók Béla levelei (szerkesztette, 1976)
- …Veress Sándor. Tanulmányok (Berlász Melindával, Terényi Edével, 1980)
- Rézkarcok hidegtűvel (esszék, 1985)
- Boëthius boldog fiatalsága (válogatás Molnár Antal leveleiből és írásaiból; szerkesztette, 1989)

## Díjai
- Erkel Ferenc-díj (1974)
- Munka Érdemrend arany fokozata (1985)
- Művészeti Alap Zenei Díja (1985)

## Fordítás
- Ez a szócikk részben vagy egészben  a   János Demény című német Wikipédia-szócikk ezen változatának fordításán alapul.  Az eredeti cikk szerkesztőit annak laptörténete sorolja fel. Ez a jelzés csupán a megfogalmazás eredetét és a szerzői jogokat jelzi, nem szolgál a cikkben szereplő információk forrásmegjelöléseként.